# Карабастау (Казигуртський район)
Карабаста́у (каз. Қарабастау) — село у складі Казигуртського району Туркестанської області Казахстану. Входить до складу Жанабазарського сільського округу.
У радянські часи село називалось Бейнеткеш.
Населення — 865 осіб (2021; 934 у 2009, 784 у 1999, 570 у 1989).